# Standing Rock (Kentucky)
Standing Rock ist ein gemeindefreies Gebiet im Lee County im Bundesstaat Kentucky in den Vereinigten Staaten von Amerika.

## Ort
Es handelt sich um einen besiedelten Ort in gemeindefreiem Gebiet (unincorporated community), wofür keine Daten über Einwohnerzahlen auf Ortsebene erhoben werden.

## Lage
Die Region liegt im Daniel Boone National Forest. Das Gebiet befindet sich relativ zentral im Wald, allerdings liegt es westlich ausgerichtet.